# Universidade Tecnológica de Eindhoven
Universidade Tecnológica de Eindhoven (em inglês: Eindhoven University of Technology, em holandês: Technische Universiteit Eindhoven, abreviatura: TU/e) é uma universidade pública localizada em Eindhoven, Países Baixos, com foco em tecnologia.
O lema da universidade é Mens agitat molem (a mente faz a matéria se mover). A universidade é a segunda do tipo no país, apenas a Delft University of Technology existia anteiormente. Até meados de 1980, era conhecida como Technische Hogeschool Eindhoven (abr. THE). Em 2011, ficou em 146ª posição no QS World University Rankings e 61ª posição mundialmente em engenharia e TI. Além disso, em 2003, a European Commission posicionou a TU/e em terceiro lugar entre todas as Universidades de Pesquisa Europeias (atrás de Cambridge e Oxford, apenas), fazendo dela a melhor ranqueada entre as universidades técnicas europeias.